# 紫茎酸模

紫茎酸模（学名：Rumex angulatus），为蓼科酸模属下的一个种。